# Juan B. Saldaña
Juan B. Saldaña (* 11. August 1880 in Tacubaya; † 1945) war ein mexikanischer Botschafter.

## Leben
Juan B. Saldaña wurde am 30. Juni 1905 Hilfsschreiber am Konsulat in Laredo, Texas. Am 20. März 1907 wurde er Schreiber am Konsulat in El Paso. Von Mai bis September 1907 machte er ein Praktikum in der Secretaría de Relaciones Exteriores. Von September bis Dezember 1907 war er Schreiber am Konsulat in New Orleans. Juan B. Saldaña wurde am 29. August 1930 Botschaftssekretär erster Klasse in Berlin.
Vom 27. Dezember 1923 bis 29. Mai 1924 war er Botschafter in Tokio. Vom 27. Dezember 1923 bis 29. März 1924 war er Botschafter in Peking. Als am 29. März 1924 die mexikanische Botschaft in Peking geschlossen wurde, übernahm der spanische Gesandte Justo Garrido y Cisneros (* 1873) die Vertretung von mexikanischen Staatsbürgern gegenüber der Regierung von China.
| Vorgänger                 | Amt                                                                     | Nachfolger               |
| ------------------------- | ----------------------------------------------------------------------- | ------------------------ |
| Francisco Castillo Nájera | Mexikanischer Botschafter in Tokio 27. Dezember 1923 bis 29. Mai 1924   | Eduardo Hay              |
| Francisco Castillo Nájera | Mexikanischer Botschafter in Peking 27. Dezember 1923 bis 29. März 1924 | Carlos J. Puig Casauranc |
| Octavio Mendoza González  | Mexikanischer Geschäftsträger in Wien 13. Oktober 1932 bis 16. Mai 1933 | Javier Sánchez Mejorada  |
| Carlos J. Puig Casauranc  | Mexikanischer Geschäftsträger in Guatemala-Stadt 3. August 1929         | Octavio Reyes Spíndola   |